# Krzysztof Przybyłowicz
Krzysztof Przybyłowicz (ur. 1 listopada 1954 w Kole) – polski perkusista i perkusjonista jazzowy, wykonujący także szeroko pojętą muzykę rozrywkową; kompozytor, pedagog.

## Życiorys
Absolwent Państwowej Wyższej Szkoły Muzycznej w Poznaniu. Główny nurt jego działalności artystycznej związany jest z muzyką jazzową. Zadebiutował w 1975 roku jako perkusista w Kwartecie Danka Jarmołowicza, który w 1976 zmienił nazwę na Warsztat – grając z Bohdanem Jarmołowiczem, Krzesimirem Dębskim, Waldemarem Świerglem i Zbigniewem Wromblem oraz zdobywając laury podczas trzech edycji festiwalu Jazz nad Odrą w których zespół brał udział w latach 1975–1977:
- Wyróżnienie w 1975
- II nagrodę indywidualną i IV nagrodę zespołową w 1976
- III nagrodę zespołową na Studenckim Festiwalu Jazzowym „Jazz nad Odrą” w 1977.

Następnie współpracował z Poznańskim Zespołem Perkusyjnym, Orkiestrą Polskiego Radia i Telewizji pod dyr. Zbigniewa Górnego, big-bandem Sami Swoi, Alex Bandem i z formacją In/Formation.
W latach 1982–1986 grał w String Connection, jednym z najpopularniejszych polskich zespołów jazzowych dekady lat 80..

Będąc jego członkiem zdobył:
- I nagrodę w konkursie jazzowym w Hoeilaart w Belgii (1983)
- Nagrodę Sekcji Publicystów Polskiego Stowarzyszenia Jazzowego (1983)
- Tytuł najlepszego zespołu w ankiecie Jazz Top magazynu Jazz Forum (w latach 1983–1986).

Jest jednym z najbardziej wszechstronnych perkusistów w kraju (grał również na statkach). Koncertował i nagrywał z czołowymi przedstawicielami polskiego jazzu, a byli to m.in.: Bohdan Jarmołowicz, Krzesimir Dębski, Zbigniew Namysłowski, Henryk Miśkiewicz, Maciej Sikała, Janusz Skowron, Piotr Kałużny, Sławomir Kulpowicz, Jarosław Śmietana, Wiesław Wilczkiewicz, Krzysztof Ścierański, Andrzej Olejniczak, czy Michał Urbaniak.
Wchodził w skład zespołów Vintage Band (Piotr Kałużny – instrumenty klawiszowe, Zbigniew Wrombel) i Classic Jazz Quartet (Lidia Sieczkowska – flet, Piotr Kałużny – fortepian, Zbigniew Wrombel – kontrabas). Zapraszany do udziału w projektach nie tylko jazzowych wykonawców (m.in. Martyna Jakubowicz, Anna Jurksztowicz, Eleni, Natalia Kukulska, Ryszard Rynkowski, Andrzej Cierniewski, Krzysztof „Puma” Piasecki, Dżem).
Znaczącymi, artystycznymi wydarzeniami w karierze perkusisty była prezentacja jego autorskiego Percussion Projectu, a także współpraca z amerykańskim skrzypkiem Johnem Blakiem. Brał on również udział w wielu sesjach nagraniowych muzyki filmowej (m.in. do filmów W pustyni i w puszczy i Ogniem i mieczem oraz do serialu Ranczo).
Od 1993 roku wykładowca podczas licznych warsztatów jazzowych, m.in. w Chodzieży, Puławach, czy też na Forum perkusyjnym w Żaganiu. Uzyskał także stopień naukowy doktora i rozpoczął pracę pedagogiczną na Akademii Muzycznej im. Ignacego Jana Paderewskiego w Poznaniu (dawniej PWSM).

## Wybrana dyskografia[2][9]

### Z zespołemSami Swoi
- Sami Swoi (1979)
- Live in Henkelmann (1980)
- The Lucust (1980)

### ZAlex Bandem
- The Eccentric (1981)
- Straight On (1982)

### ZWiesławem Wilczkiewiczem[6]
- Fly Ensamble (nagrania archiwalne z lat 1981–1983) (2016)

### Z zespołemString Connection
- New Romantic Expectation (1983),
- Live (1984)
- Trio (1984)
- Live in Warsaw (1986)

### ZJanuszem Skowronem[6]
- Polish Radio Jazz Archives, Vol. 35 (nagrania archiwalne z lat 1981–1997) (2022)

### ZeSławomirem Kulpowiczem
- Prasad in Mangalore (1983)
- Samarpan (1987)

### Z zespołem Di Rock Cimbalisten
- Act One (1984)
- Act Two (1984)

### Z zespołemZbigniew JaremkoQuintet
- Dedications (1986)

### Z KwartetemZbigniewa Namysłowskiego
- Double Trouble (1989)

### Z zespołem Vintage Band
- From K to Z (1990)
- Live at Poznań Jazz Fair’94 (1995),
- Spekulacje (1997)

### Inne nagrania[6][9]
- Anna Jurksztowicz – Dziękuję nie tańczę (1986)
- Dżem – Zemsta nietoperzy (1987)
- Dżem – 14 urodziny (1993)
- Martyna Jakubowicz – Dziewczynka z pozytywką Edwarda (1995)
- Krzysztofem Piasecki – Krzysztof „Puma” Piasecki featuring Jarek Śmietana, Zbigniew Wrombel, Krzysztof Przybyłowicz (1995)
- Eleni – Moje Credo (1999)
- Halina Zimmermann – 'Round Midnight (2002)
- Andrzej Cierniewski – Małe wyznania (2002)